# František Ketzek
František Ketzek (21. června 1906 Bratislava – 17. srpna 1978 Praha) byl český malíř, kreslíř, grafik a ilustrátor, operetní libretista, příležitostný filmový herec.

## Život

### Mládí
Narodil se v Bratislavě, mládí prožil v Kladně, v tomto městě také maturoval na reálce. V letech 1926–1931 absolvoval Uměleckoprůmyslovou školu v Praze, kde byli jeho profesory Vratislav Hugo Brunner a Jaroslav Benda. Současně navštěvoval přednášky na Filozofické fakultě Univerzity Karlovy a na ČVUT (1929–1931). Umění studoval též ve Francii a v Itálii.

### Německá okupace
V roce 1944 zařadilo protektorátní ministerstvo vnitra Františka Ketzeka, spolu s mnoho dalšími, na seznam českého tzv. zvrhlého umění (Entartete Art) ve skupině zvrhlí malíři – hlavní pracovní činnost.

### Soud s Václavem Talichem
Dirigent Václav Talich byl 21. května 1945 zatčen a držen v pankrácké věznici, protože byl podezírán z kolaborace s německými okupanty. Čestný soud Svazu českých výkonných umělců projednával 28. října 1945 Talichova obvinění, mezi jiným to, že měl v roce 1940 zveřejnit ve Večerním Českém slovu článek, na který reagoval z Londýna dokonce tehdejší exilový ministr zahraničí Jan Masaryk. František Ketzek vystouil jako svědek a uvedl, že článek byl podvržen a že on sám byl svědkem, že byl překládán z němčiny. Významným způsobem tím přispěl k Talichovu poválečnému očištění.

### Přátelé
Otakar Štorch-Marien zmiňuje přátelství s Františkem Ketzekem ve svých pamětech, šest jeho barevných litografií vydal v roce 1943. Mezi další přátele patřil např. Zdeněk Slenář.

## Dílo
Díla Františka Ketzeka mají ve svých sbírkách galerie: Oblastní galerie Vysočiny v Jihlavě, Krajská galerie výtvarného umění ve Zlíně, Oblastní galerie Liberec, Galerie umění Karlovy Vary, Památník národního písemnictví, Muzeum umění Olomouc, Galerie Středočeského kraje.

### Ilustrace
V letech 1934–1964 ilustroval (podle údajů databáze NK ČR) 25 knih.
Ve 30. letech 20. století přispíval humoristickými kresbami (některé politicky zaměřené) do deníku České slovo. V letech 1949–1950 ilustroval dětský časopis Mateřídouška.

### Opereta, film
- Bílá vrána (libreto operety spolu s Bedřichem Šulcem (1903–1945), též námět stejnojmenného filmu z roku 1938 s Adinou Mandlovou v hlavní roli)
- Zlatá žába (libreto operety, knižně vydal Josef Dolejší, 1939)
- Role šéfa v povídce Sběrné surovosti v povídkovém filmu Perličky na dně (1966)

### Filatelie
František Ketzek byl filatelista, filatelistický znalec a funkcionář. V roce 1950 byl předsedou Filatelistické komise znalců, exponáty ze svých sbírek vystavoval v Československu i v zahraničí.
Filatelii propagoval i v tisku (Květy, 12. 8. 1954 – článek s žertovnými ilustracemi autora).

## Výstavy (výběr)
- 1933 – Uměleckoprůmyslové museum v Praze, Kladno
- 1944 – Výstavní síň Melantrich[13]
- 1957 – Staroměstská radnice, Praha
- 1960 – Galerie na Karlově náměstí, Praha
- 1991 – Galerie výtvarného umění v Kladně (posmrtná výstava)

## Ocenění (výběr)
- 1933 – Rimini (cena města)
- 1933 – Poznaň, Grand Prix (spolu s Janem Bruknerem)[14]

## Zajímavost
František Ketzek je autorem pravděpodobně nejstaršího článku (Večerník Českého slova z 20. března 1940) o tzv. potápkách (swingová mládež v období 2. světové války) Odpoledne s potápkami – Slečna Kristýna zpívá před mikrofonem.